# Augusto Boal
Augusto Pinto Boal (Rio de Janeiro, 16 marzo 1931 – Rio de Janeiro, 2 maggio 2009) è stato un regista teatrale, scrittore e politico brasiliano.
Le sue opere sono state tradotte in numerose lingue.

## Biografia
Augusto Boal nacque a Rio de Janeiro nel 1931. Si laureò in ingegneria chimica all'Università federale di Rio de Janeiro, ma fin dall'infanzia si era interessato di teatro. Nel 1952 viaggiò negli Stati Uniti per studiare alla Scuola di arte drammatica della Columbia University, dove frequentò i corsi di John Gassner, che aveva già avuto come alunni Tennessee Williams e Arthur Miller.
Ritornato in Brasile nel 1956, entrò a far parte del Teatro Arena; qui gli insegnamenti appresi negli Stati Uniti vennero lentamente adattati e applicati a spettacoli che mettevano in scena la realtà brasiliana, discutendola e trasformando lo spettatore in soggetto attivo. Formato da Boal, José Renato, Gianfrancesco Guarnieri, Oduvaldo Vianna Filho e altri, il gruppo di drammaturghi dell'Arena promuoveva una vera e propria rivoluzione estetica sui palchi brasiliani.
Il colpo di Stato in Brasile del 1964 rese sempre più difficile la situazione degli artisti coinvolti nelle trasformazioni sociali del periodo precedente. Nel 1971 Boal fu quindi arrestato e torturato. Esiliatosi in Argentina con Cecilia Thumin, vi elaborò Il Teatro dell'Oppresso, il suo libro teorico più conosciuto.
A partire da questo momento, i principi e le tecniche sviluppate da Boal raggiunsero un pubblico sempre maggiore, diffondendosi in tutta l'America Latina e, durante gli anni '70, nel mondo intero. A Parigi, dove si trasferì e lavorò, furono creati vari nuclei basati sulla sua opera.
Con la fine della dittatura Boal ritornò in Brasile nel 1986, stabilendosi a Rio de Janeiro.
Nel 1992 fu eletto assessore e sviluppò una nuova tecnica, il Teatro Legislativo, con cui discusse progetti di legge coi cittadini nelle strade e piazze della città.
L'UNESCO gli conferì nel 2009 il titolo di World Theatre Ambassador. Nello stesso anno Boal morì di leucemia a Rio de Janeiro.

## Opere teoriche tradotte in italiano
- Il teatro degli oppressi.Teoria e tecnica del teatro, La Meridiana, Molfetta, 2011
- L'estetica dell'oppresso, La Meridiana, Molfetta, 2011
- Giochi per attori e non attori. Primo volume, Dino Audino, Roma, 2020